# (Diacetoxyjod)benzen
(Diacetoxyjod)benzen je organická sloučenina obsahující hypervalentní jod, se vzorcem C6H5I(OCOCH3)2. Používá se v organické syntéze jako oxidační činidlo.

## Příprava
První přípravu této sloučeniny provedl Conrad Willgerodt reakcí jodbenzenu se směsí kyseliny octové a peroctové:
C6H5I + CH3CO3H + CH3CO2H → C6H5I(O2CCH3)2 + H2O
Další možností je působení koncentrované kyseliny octové na jodosobenzen:
C6H5IO + 2 CH3CO2H → C6H5I(O2CCH3)2 + H2O
Byly popsány přímé přípravy z jodu, kyseliny octové a benzenu, s využitím dihydrogenboritanu sodného nebo peroxodisíranu draselného jako oxidačního činidla:
C6H6 + I2 + 2 CH3CO2H + K2S2O8 → C6H5I(O2CCH3)2 + KI + H2SO4 + KHSO4

## Struktura
Tato sloučenina patří mezi hypervalentní, protože její atom jodu má oxidační číslo +III a vyšší počet kovalentních vazeb, než je běžné.
Molekula má tvar písmene T, kde fenylová skupina zaujímá jednu ze tří ekvatoriálních pozic v trigonální bipyramidě (zbylé dvě obsazují volné elektronové páry) a v axiálních pozicích jsou atomy kyslíku acetátových skupin. Tvar T je mírně narušen, takže úhly mezi vazbami fenyl-C a I-acetátový kyslík jsou menší než 90°.
Krystalová struktura je kosočtverečná s prostorovou grupou Pnn2. Délky vazeb z atomu jodu činí 208 pm u vazby na fenylový uhlík a 215,6 pm u vazby na acetátový kyslík. Narušení geometrie způsobuje přítomnost molekul vody, které vyvolávají dvě slabší mezimolekulové interakce mezi atomy jodu a kyslíku.

## Neobvyklé reakce
(Diacetoxyjod)benzen se používá na přípravu podobných činidel substitucemi na acetátových skupinách; například z něj lze získat (bis(trifluoracetoxy)jod)benzen zahříváním v kyselině trifluoroctové:
Bis(trifluoracetoxy)jod)benzen může umožnit provedení Hofmannova přesmyku v mírně kyselém prostředí namísto běžně používaných silně zásaditých podmínek. Hofmannovu dekarboxylaci asparaginu chráněného na atomu dusíku je možné využít na přípravu β-aminoderivátů L-alaninu.